# Partido Popular por la Igualdad y la Democracia
Partido de la Izquierda Verde (en turco: Yeşiller ve Sol Gelecek Partisi, kurdo: Partiya Çep a Kesk), es un partido verde de izquierda libertaria en Turquía. Fue fundado el 25 de noviembre de 2012 como resultado de la fusión del Partido de los Verdes y el Partido de la Igualdad y la Democracia. Inicialmente el nombre era Los Verdes y el Partido de Izquierda del Futuro. El partido cambió de nombre en abril de 2016.
El partido es uno de los participantes en el Congreso Democrático de los Pueblos (HDK), una iniciativa política fundamental para la fundación del Partido Democrático de los Pueblos (HDP) en 2012.  
Sus presidentes fueron arrestados temporalmente en febrero de 2018, pero liberados con una prohibición de viajar por el exterior y bajo la supervisión de la policía. Fueron acusados de actividades en las redes sociales y de tener libros prohibidos en su poder. El partido ha reconocido formalmente el genocidio armenio.

## Historia
El partido fue fundado el 25 de noviembre de 2012 en Ankara tras la fusión del Partido Igualdad y Democracia (EDP) y el Partido Verde (YP), y con la participación de otras personas independientes.
El partido cambió su abreviatura oficial a Partido de Izquierda Verde en el Segundo Congreso Ordinario del 2 de abril de 2016. El logo del partido fue cambiado en el Segundo Congreso Extraordinario el 16 de octubre de 2022. Selahattin Demirtaş afirmó que si se cierra el HDP, los candidatos parlamentarios del HDP ingresarán en las listas del Partido de la Izquierda Verde en las elecciones generales de 2023.
Tras la decisión tomada el 24 de marzo de 2023, el Partido Democrático de los Pueblos (HDP), el Partido del Movimiento Laborista (EHP) y el Partido de la Libertad Social (TOP) decidieron participar en las elecciones generales de 2023 bajo el sello de las listas del Partido de la Izquierda Verde.